# 暗灰唇齒鱨
暗灰唇齒鱨，為輻鰭魚綱鯰形目鱨科的其中一種，為熱帶淡水魚類，分布於亞洲湄南河流域，體長可達24.9公分，棲息在底層水域，生活習性不明。

## 扩展阅读
維基物種上的相關：暗灰唇齒鱨